# 대전광역시농업기술센터
대전광역시 농업기술센터(大田廣域市 農業技術센터)는 대전광역시의 농사에 관한 시험연구사업·농촌지도사업·농민훈련교육에 관한 업무를 담당하기 위해 대전광역시청 산하에 설치된 직속기관이다.
농업기술센터장은 지방농촌지도관으로 보한다.

## 연혁
- 1957년 2월 12일: 대전시·대덕군 농사교도소 설치
- 1962년 3월 21일: 대전시·대덕군 농사지도소로 변경
- 1989년 1월 1일: 대전직할시 농사지도소로 통합, 변경
- 1995년 1월 1일: 대전광역시 농사지도소로 변경
- 1999년 1월 8일: 대전광역시 농업기술센터로 변경

## 조직
센터장
- 지도개발과
- 기술보급과
- 미래농업과